# آنتونیو آنانیف
آنتونیو آنانیف (بلغاری: Антонио Ананиев؛ زادهٔ ۸ مهٔ ۱۹۶۵) بازیکن فوتبال اهل بلغارستان است.
از باشگاه‌هایی که در آن بازی کرده است می‌توان به باشگاه فوتبال کلن، باشگاه فوتبال انرژی کوتبوس، باشگاه فوتبال لوکوموتیو صوفیه، باشگاه فوتبال زسکا صوفیه، باشگاه فوتبال کمنیتس، و باشگاه فوتبال لوکوموتیو لایپزیگ اشاره کرد.
وی همچنین در تیم ملی فوتبال بلغارستان بازی کرده است.